# Šoldov
Šoldov je zaniklá středověká osada z 13. století v katastrálním území obce Štrba.

## Poloha
Ruiny osady se nacházejí v nadmořské výšce 910 m n. m., při staré cestě z Važca do Štrby.

## Archeologický výzkum
Z povelkomoravského období (kolem roku 960) se zachovaly zprávy o existenci misijní stanice a působení poustevníků a z roku 1222 pochází zpráva o vizitaci farnosti Važci a Štrby. Pravděpodobně šlo právě o osadu Šoldov, kterou zničila vojska Mongolů během vpádu do Uherska v roce 1241.
Archeologický výzkum z roku 1952, který vedl Alfréd Piffl se studenty archeologie, objevil v Šoldově zbytky církevní architektury z románského období a v jejím okolí několik dalších objektů. Nalezeny byly artefakty, které dokumentují překrývání dvou období. Kamenný kříž, aktuálně vystavený ve Slovenském národním muzeu na Bratislavském hradě, pochází z období Velkomoravské říše. Zajímavostí byl objev lidských koster, vysokých okolo 2 metrů, což bylo ve středověku velmi vzácné. Několik nálezů z této lokality se nachází v Podtatranském muzeu v Popradě. V roce 2013 se uskutečnil nový archeologický výzkum, který pomohl upřesnit datování vzniku osady i podobu kostela.